# Ahu Yağtu
Ahu Yağtu es una actriz y modelo turca conocida por su aparición en el drama de televisión Ninety-Sixty-Ninety (2001), así como por el personaje de "Candan" en la serie Paramparça.
Yağtu hizo su debut en televisión en 2001 con 90-60-90 como Esin, y más tarde protagonizó Savcının Karısı en 2005. En 2010, apareció en la serie de televisión Aşk ve Ceza . 

## Filmografía

### Televisión
| Año       | Título           | Personaje     | Nota(s)           |
| 2001      | 90-60-90         | Esin          |                   |
| 2003      | Kampüsistan      |               |                   |
| 2005      | Savcının Karısı  | Ece           |                   |
| 2006      | 29-30            | Nil           |                   |
| 2007      | Komiser Nevzat   | Zeynep        |                   |
| 2010      | Aşk ve Ceza      | Pelin         |                   |
| 2011      | Bir Çocuk Sevdim | Begüm         | Actriz de reparto |
| 2014-2017 | Paramparça       | Candan Soylu  | Elenco principal  |
| 2018-2020 | Kadın            | Pırıl Karahan | Elenco principal  |